# WZ-111
WZ-111重戦車（中国語: WZ-111重型坦克）は、1960年代に中華人民共和国が開発した重戦車であるが、多くの機械的な問題により結局、1966年に中止された。

## 歴史
WZ-111は750馬力のスーパーチャージャー付きディーゼルエンジンとトーションバー・サスペンションシステムを搭載。遊動輪は前方にあり、後方には駆動スプロケットが装備されていた。サスペンションの部品の多くは、IS-2のようなソ連の重戦車の設計で使用されているものと同じタイプであった。
最初のプロトタイプは1964年に試験を開始した。このプロトタイプには砲塔がないが、試験時には実際の砲塔の質量を模擬した鋼鉄製の錘が取り付けられていた。試験中に技術的な問題が多く表面化したため、1966年頃には設計が棚上げされた。 
現在は北京近郊の戦車博物館にWZ-111の車体が展示されている。